# Банівська сільська рада
Банівська сільська рада — колишній орган місцевого самоврядування у Приморському районі Запорізької області з центром у с. Банівка.

## Загальні відомості
Історична дата утворення: 1861 рік. По території, підпорядкованій даній сільській раді, протікають річки Обитічна, Кільтичія.

## Населені пункти
Сільраді були підпорядковані населені пункти:
- Банівка

## Склад ради
Загальний склад ради: 16 депутатів.
Партійний склад ради: Партія регіонів — 8, Народна Партія — 6, Самовисування — 2.

### Керівний склад ради
| ПІБ                         | Основні відомості                                                                  | Дата обрання | Дата звільнення |
| --------------------------- | ---------------------------------------------------------------------------------- | ------------ | --------------- |
| Бєлічев Сергій Анатолійович | Сільський голова, 1963 року народження, освіта, член Соціалістичної партії України | 26.03.2006   | 31.10.2010      |
| Бєлічев Сергій Анатолійович | Сільський голова, 1963 року народження, освіта вища                                | 31.10.2010   |                 |

Примітка: таблиця складена за даними джерела